# Quilapán
José Santos Quilapán (o Külapang, en mapudungun) fue un lonco mapuche que vivió en el siglo XIX y llegó a ser unos de los jefes principales (ñidol longko) que lideraron a las fuerzas mapuches que se opusieron al Ejército de Chile comandado por Cornelio Saavedra Rodríguez durante la ocupación de la Araucanía.

## Origen
Hijo de Juan Mangin Hueno, fue seguidor y luego lugarteniente de Calfucurá. Se le considera el último gran lonco mapuche al oeste de los Andes, artífice de la unificación de las diversas zonas del territorio arribano mapuche. En Quechereguas, alcanzó el último triunfo militar del pueblo mapuche en batalla campal. Era pariente del cacique pehuenche Feliciano Purrán. Nació hacia 1840 en Adenculco.

## Antecedentes históricos
En 1861, el gobierno de Chile tomó la decisión, tras las guerras libradas en el Norte Grande y en el marco de una alicaída producción triguera nacional, de ocupar militarmente el espacio territorial reconocido hasta la primera mitad del siglo XIX como territorio autónomo mapuche, para recuperar parte de la economía del país.
Por la misma época apareció en la región el aventurero francés Orélie Antoine de Tounens, quién intentó crear el Reino de la Araucanía y la Patagonia y se autoproclamó rey con el nombre de Orélie Antoine I. Antes estas circunstancias, que implicaban la posibilidad de un protectorado francés en la Araucanía, las autoridades decidieron aplicar el plan propuesto por el general de ejército Cornelio Saavedra Rodríguez.
Dicho plan incluía no solo acciones militares (las cuales como lo declarara el propio general Saavedra, acabarían transformándose en actos de pillaje), sino además la penetración política y cultural de los territorios, mediante el traspaso de elementos materiales (tecnología, armas, legislación) que ayudaran a consolidar la presencia de la cultura occidental sobre la Mapuche. Se buscó fundar ciudades, construir obras públicas tales como caminos, telégrafos, y crear escuelas y hospitales. Las tierras enajenadas fueron traspasadas a colonos sin ningún costo y con implementos para fomentar la ocupación de la zona y desarrollar la producción de trigo en un territorio que en Santiago se consideraba despoblado.
En poco tiempo, Cornelio Saavedra pudo ocupar la zona que va hasta el río Malleco, lugar donde refunda la ciudad de Angol, reconstruye el fuerte de Negrete en 1861, y funda los fuertes de Mulchén y Lebu, en 1862. Por el territorio costero, alcanza a avanzar hasta el río Toltén. Esta primera ocupación se lleva a cabo con relativamente poca resistencia producto del desplazamiento forzado y las matanzas, pero luego se produce una sublevación de los mapuches que habitan las cercanías del río Malleco, destacando la presencia del Ñidol Lonco José Santos Quilapán.

## Elección como gran lonco
Al fallecer Juan Mangin Hueno, padre de Quilapán, se realizó una junta de caciques arribanos, probablemente en 1866, de acuerdo al historiador José Bengoa. Se indica que Quilapán parlamentó durante todo el día, recordando la defensa de su padre del territorio mapuche y en contra de las intenciones del gobierno de Chile.

Petu mülele rüngi deumayal taiñ wayki, kompalayay wingka taiñ mapu mew. ('Mientras haya coligües para construir nuestras lanzas, no dejaremos entrar a nuestra tierra a los huincas')
Lonco Quilapán.

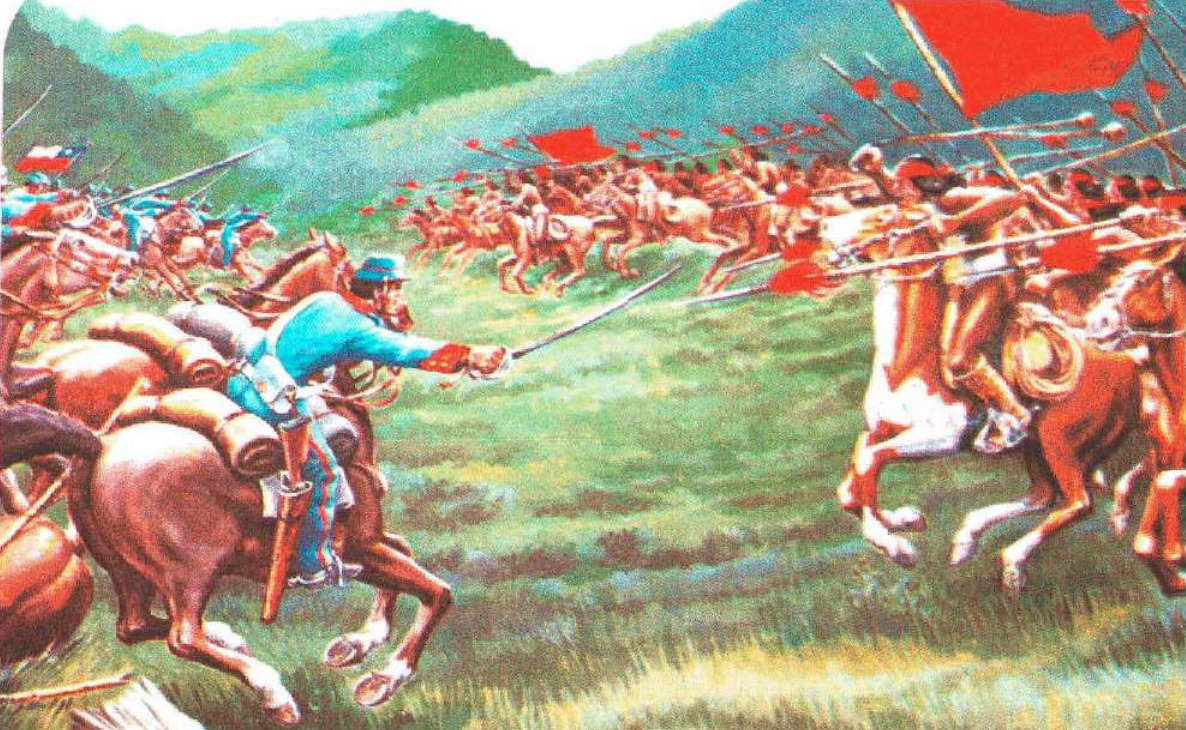
Batalla de Quechereguas.

Una vez reconocido, estableció alianzas con grupos mapuche de las pampas, lideradas por Calfucurá, para enfrentarse a las entradas o incursiones que realizaba el ejército chileno en territorio mapuche. En 1868 vencerá en la batalla de Quechereguas al entonces coronel Pedro Lagos (futuro héroe de la Guerra del Pacífico), obteniendo el último triunfo militar del pueblo mapuche contra un ejército chileno. En 1870 el ejército chileno cambió sus carabinas Minié por la de repetición Spencer, lo que les daba disparos continuos que causaban gran cantidad de bajas entre las filas mapuches acostumbradas a aprovechar los momentos de recargar balas para atacar.
Luego de varias victorias, el lonco Quilapán se refugió en Loncoche, donde falleció en algún momento entre 1874 y 1875. Su muerte dejó sin un mando definido a los arribanos. En la última sublevación de 1881 a 1882, los últimos guerreros mapuches fueron liderados por el lonco Esteban Romero, siendo derrotados en el frustrado asalto de Temuco, por la artillería chilena y la posterior carga de los húsares de Arauco.